# Hanns Conzen
Hanns Conzen (* Oktober 1918; † 10. September 2010 in Hürth) war ein deutscher Architekt und Kommunalpolitiker. Er wirkte als Leiter der Bauabteilung des Unternehmens Rheinbraun und war von 1965 bis 1979 ehrenamtlicher Bürgermeister in Hürth.

## Politik und Gesellschaft
Über Conzens Kindheit, Jugend und Ausbildung ist nichts bekannt. Er kehrte mit 30 Jahren, also 1948/1949, aus sowjetischer Kriegsgefangenschaft heim und trat alsbald in die CDU ein. Von 1952 bis 1984 saß er im Gemeinderat und wurde 1965 als Nachfolger seines Parteifreunds Karl Ingenerf zum Bürgermeister gewählt. Dies Amt übte er bis zur Gemeindewahl 1979 aus, die die SPD erstmals wieder gewann und Rudi Tonn als Bürgermeister wählte.
Als Architekt engagierte er sich politisch besonders bei der Umsiedlung Knapsacks und den Planungen für das neue Zentrum, nach dessen Verwirklichung er auch 1978 die Urkunde zur Stadterhebung in Empfang nehmen konnte. Auch nach seiner Abwahl blieb er eins der wichtigsten Stadtratsmitglieder.
Conzen engagierte sich in vielen Vereinen, insbesondere im Heimat- und Kulturverein, dem er bereits 1963 beitrat, dessen stellvertretender Vorsitzender er drei Jahre war, bevor er 1985 zu dessen Vorsitzenden gewählt wurde. Dies Amt hatte er acht Jahre bis 1993 inne, dann wurde er zum Ehrenvorsitzenden bestimmt. Im Karneval engagierte er sich in der Großen Knapsacker Karnevals-Gesellschaft von 1935, deren Präsident er von 1981 bis 1993 war. Er gehörte auch als Mitbegründer der kleinen Hürther Freitagsgesellschaft an, die am 3. August 1956 im Geisbockheim von 16 konservativ orientierten Bürgern der Gemeinde Hürth gegründet wurde. Die Gründungsurkunde auf einem Bierdeckel mit den Namen ist erhalten.

## Ehrungen
- 1975 erhielt Conzen für sein vielfältiges Engagement das Bundesverdienstkreuz.
- 1978 verlieh ihm der Rat der Stadt den Ehrenring.
- 2012 wurde ein neues behindertengerechtes Wohnhaus des Johanniterordens in Hermülheim nach einem Namenswettbewerb Hanns-Conzen-Haus benannt.
- 2016 stiftete die Hürther Freitagsgesellschaft anlässlich des 60-jährigen Bestehens des Vereins den Hanns-Conzen-Preis für engagierte Bürger oder Institutionen der Region, die von den Vereinsmitgliedern und dem Auswahlkomitee vorgeschlagen werden. Erster Preisträger war Franz Meurer.